# دهه ۲۰ (پیش از میلاد)
دهه ۲۰ (پیش از میلاد) ۲مین دهه قبل از مبدا شروع تقویم میلادی است.